# Dominikusmühle

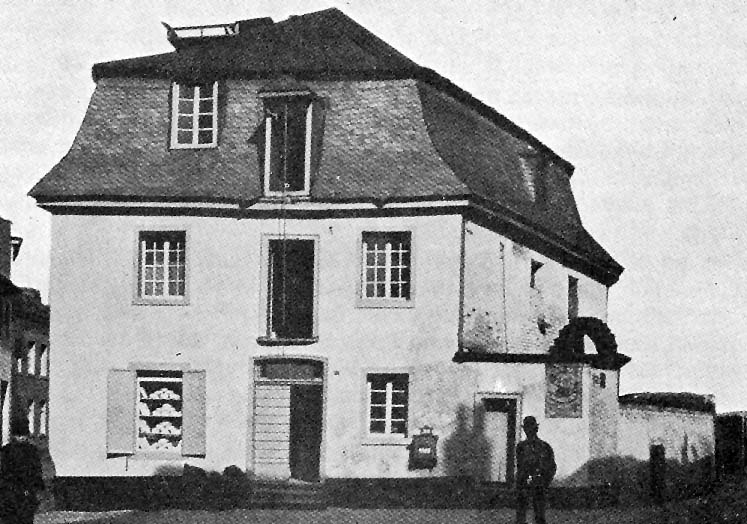
Ehemalige Dominikus-Mühle an der Bachstraße um 1900

Die Dominikusmühle war eine Wassermühle in Köln-Mülheim an der Strunde.

## Geschichte
Am Schnittpunkt der Dammstraße (heute Bachstraße) und Taubengasse (heute Formesstraße) stand die in staatlichem Besitz stehende Haus- oder Kameralmühle, die sich von 1698 bis 1767 in Erbpacht der Familie von Außem befand. Anschließend war sie an Franz Joseph Bertoldi verpachtet. Mit ihrer massigen Bauart hatte sie während des Eisgangs im Winter 1783/84 dem Anprall der Eisschollen standgehalten und auch die hinter ihr stehenden Häuser geschützt. Jedoch waren Teile der Mühle beschädigt worden, die durch den Mühlenmeister Peter Nolden am 17. Juli 1784 wiederhergestellt wurden. Den neuen Namen Dominikusmühle erhielt sie durch Jakob Dominikus, der in den Adressbüchern als letzter Eigentümer von 1868 bis 1908 erwähnt wird. Im Jahr 1910 wurde das Gebäude niedergelegt.